# سامد (اسم)
سامد هو اسم علم مذكر من أصل عربي، ومعناه هو المبهوت القائم متحيرًا الرافع رأسه وصدره كبرًا المغني.

## وصلات خارجية
- موسوعة السلطان قابوس لأسماء العرب نسخة محفوظة 5 أبريل 2019 على موقع واي باك مشين.